# ТЕЦ Банпонг
13°51′30″ пн. ш. 99°51′21″ сх. д. / 13.85833° пн. ш. 99.85583° сх. д.
ТЕЦ Банпонг — теплоелектроцентраль на заході Таїланді у провінції Ратчабурі.
В 2017 році на майданчику станції стали до ладу два однотипні парогазові блоки комбінованого циклу потужністю по 128 МВт, у кожному з яких дві газові турбіни потужністю по 44 МВт живлять через відповідну кількість котлів-утилізаторів одну парову турбіну з показником у 40 МВт.
Кожен з блоків отримав 25-річний контракт на викуп 90 МВт потужності державною електроенергетичною компанією Electric Generating Authority of Thailand (EGAT), тоді як надлишкова електроенергія та вироблена технологічна пара постачаються промисловим споживачам.
Як паливо станція використовує природний газ. Традиційно блакитне паливо надходило до провінції Ратчабурі з М'янми по трубопроводу Пілок – Ратчабурі. Втім, на початку 2020-х сюди також подали ресурс з узбережжя Сіамської затоки по П'ятому трубопроводу.
Проект реалізувала компанія Electricity Generating Public Company Limited (EGCO, створена у середині 1990-х шляхом приватизації частини активів згаданої вище EGAT).